# George Lambert
George Lambert (n. 1 septembrie 1928, Hampton⁠(d), Iowa, SUA – d. 30 ianuarie 2012, River Falls⁠(d), Wisconsin, SUA) a fost un sportiv ce a reprezentat Statele Unite ale Americii, medaliat olimpic. A participat la 2 ediții ale Jocurilor Olimpice (1956, 1960) în care a câștigat o medalie de argint și o medalie de bronz.